# Xishan (socken i Kina, Guangxi, lat 25,39, long 110,97)
Xishan (kinesiska: 西山瑶族乡, 西山) är en socken i Kina. Den ligger i den autonoma regionen Guangxi, i den södra delen av landet, omkring 390 kilometer nordost om regionhuvudstaden Nanning. Antalet invånare är 10520. Befolkningen består av 5 010 kvinnor och 5 510 män. Barn under 15 år utgör 18,0 %, vuxna 15-64 år 70 %, och äldre över 65 år 10,0 %.
Genomsnittlig årsnederbörd är 2 015 millimeter. Den regnigaste månaden är april, med i genomsnitt 297 mm nederbörd, och den torraste är oktober, med 46 mm nederbörd.